# Live Phish Volume 2
Live Phish Vol. 2 es un álbum en directo de la banda estadounidense de rock Phish grabado el 16 de junio de 1994 y lanzado al mercado como parte de Live Phish Series en 2001. 
El álbum llegó al puesto número 93 de la lista Billboard 200.

## Lista de canciones

### Disco 1
1. "Golgi Apparatus" (Anastasio, Marshall, Szuter, Woolf) - 5:38
2. "Down with Disease" (Anastasio, Marshall) - 6:01
3. "NO2" (Gordon) - 1:53
4. "Stash" (Anastasio, Marshall) - 10:23
5. "The Lizards" (Anastasio) - 9:59
6. "Cavern" (Anastasio, Herman, Marshall) - 4:21
7. "The Horse" (Anastasio, Marshall) - 1:38
8. "Silent in the Morning" (Anastasio, Marshall) - 4:52
9. "Maze" (Anastasio, Marshall) - 10:38
10. "Sparkle" (Anastasio, Marshall) - 3:43
11. "Sample in a Jar" (Anastasio, Marshall) - 4:57

### Disco 2
1. "Run Like an Antelope" (Anastasio, Marshall, Pollak) - 9:23
2. "Catapult" (Gordon) - 1:45
3. "Run Like an Antelope" (Anastasio, Marshall, Pollak) - 8:07
4. "Harpua" (Anastasio, Fishman) - 8:14
5. "2001" (Deodato) - 3:07
6. "Harpua" (Anastasio, Fishman) - 6:11
7. "AC/DC Bag" (Anastasio) - 7:47
8. "Scent of a Mule" (Gordon) - 8:03

### Disco 3
1. "Harry Hood" (Anastasio, Fishman, Gordon, Long, McConnell) - 16:08
2. "Contact" (Gordon) - 6:17
3. "Chalk Dust Torture" (Anastasio, Marshall) - 9:28
4. "Suzy Greenberg" (Anastasio, Pollak) - 6:50

## Personal
- Trey Anastasio - guitarra, voz
- Page McConnell - piano, órgano, voz
- Mike Gordon - bajo, voz
- Jon Fishman - batería, aspiradora , voz